# ۵۸۶ (پیش از میلاد)
۵۸۶ (پیش از میلاد) ۵۸۶مین سال قبل از تقویم میلادی است.